# シャンピオナ・ドゥ・ゲール1939-1940
シャンピオナ・ドゥ・フランス・ドゥ・フットボール1939－1940はフランスサッカーリーグ1部の第8回目のシーズンである。第二次世界大戦中のシーズンのため「シャンピオナ・ドゥ・ゲール」とも呼称される。FCルーアン (北部)、OGCニース (南東)、FCジロンダン・ドゥ・ボルドー (南西)が優勝した。

## 方式
14クラブを北と南のグループに分けて2回戦総当たりのリーグ戦を行い、双方の1位が決勝戦に進出する。フランスのナチス・ドイツに対する宣戦布告と第2次世界大戦の開戦、フランス国民への国家総動員令などの影響もあり、標準的な1グループ制でのリーグ開催はできなかった。

## 出場クラブ
以下38のプロサッカークラブのうち、21クラブが今季のシャンピオナ・ドゥ・フランスに出場した。これより、戦後まで2部相当リーグの開催は途切れる。
- ディヴィジオン・ナシヨナル1938-1939に残留した14クラブ
- ディヴィジオン・アンタルレジオナール1938-1939の上位2クラブ
- ディヴィジオン・ナシヨナル1938-1939からの降格組2クラブ
- ディヴィジオン・アンタルレジオナール1938-1939に残留した20クラブ

## 通常のリーグ戦形式を断念
ナチス・ドイツへの宣戦布告と国家総動員令・戒厳令等により、まず例年通りの9月開幕が不可能となった。サッカー選手たちも数多く徴兵され、スポーツイベントは次々に中止・延期されていく。だが、いわゆるまやかし戦争の時期が始まると、フランスサッカー連盟は行動を開始した。
彼らが最初にやったことは、まずサッカーのプロ契約禁止措置、そして地域リーグとフレンドリーマッチの開催を許可したことである。10月には国際試合をすべてキャンセルし、第一次世界大戦の時のようにクープ・ドゥ・フランス1939-1940を「クープ・シャルル＝シモン」という大会名で開催することを決めた。続いて発表したのは、1939－1940シーズンのリーグ戦を非全国リーグ形式で開催する事だった。
まやかし戦争は続き、そして11月になった。リーグ実行委員会は北と南の2ブロックでホーム・アンド・アウェー総当たりのグループリーグを行うことに決め、その1位同士が決勝を戦いシーズン王者を決めるのである。これはアマチュア時代・プロ時代初年度と、シャンピオナ・ドゥ・フランスでは過去に何度も行われてきた形式だった。11月中旬、大戦勃発前にプロサッカークラブのライセンスを持っていた1部・2部リーグの計35クラブが連盟に招かれ、レギュレーションの説明を受けた。
リーグ参加を受諾したのは、23クラブだった。フランス東部のマジノ線付近で行われた民間人疎開計画の影響で、東部のクラブは参加不能であり、RCストラスブールは南仏のペリグーに臨時移転して同地域のリーグ戦に参加していた。ノール県の3クラブや、スタッド・レンネとソショー (非常に憤慨していた)も出場を辞退している。
11月16日、実行委員会は「南北グループステージ＋ファイナル」形式での開催を正式決定した。北は10クラブで1グループ、南は11クラブを2グループに分けて行う。RCストラスブールの南ブロック参加、SCフィヴの北ブロック参加は最終的に却下された。開幕は1939年12月3日に決定、北側グループは1940年6月2日終了予定だった。

## 順位表

### 北部グループ
| 順位 | クラブ                     | 勝ち点 | 試合 | 勝 | 分 | 負 | 得 | 失 | 差  |
| ---- | -------------------------- | ------ | ---- | -- | -- | -- | -- | -- | --- |
| 1    | FCルーアン                 | 22     | 13   | 10 | 2  | 1  | 48 | 22 | +26 |
| 2    | ル・アーヴルAC             | 20     | 14   | 10 | 0  | 4  | 28 | 19 | +9  |
| 3    | スタッド・ドゥ・ランス     | 19     | 14   | 9  | 1  | 4  | 54 | 30 | +24 |
| 4    | RCランス                   | 16     | 13   | 7  | 2  | 4  | 36 | 29 | +7  |
| 5    | RCアラス                   | 13     | 15   | 6  | 1  | 8  | 35 | 31 | +4  |
| 6    | CAパリ                     | 12     | 12   | 4  | 4  | 4  | 28 | 28 | 0   |
| 7    | エクセルシオールACルベ     | 9      | 12   | 4  | 1  | 7  | 18 | 36 | -18 |
| 8    | レッドスター・オランピック | 6      | 13   | 2  | 2  | 9  | 16 | 33 | -17 |
| 9    | RCパリ                     | 6      | 9    | 2  | 2  | 5  | 17 | 24 | -7  |
| 10   | USブローニュ               | 3      | 11   | 1  | 1  | 9  | 11 | 39 | -28 |

### 南東グループ
| 順位 | クラブ                         | 勝ち点 | 試合 | 勝 | 分 | 負 | 得 | 失 | 差  |
| ---- | ------------------------------ | ------ | ---- | -- | -- | -- | -- | -- | --- |
| 1    | OGCニース                      | 13     | 8    | 5  | 3  | 0  | 27 | 5  | +22 |
| 2    | オランピック・ドゥ・マルセイユ | 11     | 8    | 5  | 1  | 2  | 22 | 12 | +10 |
| 3    | ASカンヌ                       | 10     | 8    | 4  | 2  | 2  | 27 | 16 | +11 |
| 4    | ASサン＝テティエンヌ           | 6      | 8    | 3  | 0  | 5  | 21 | 26 | -5  |
| 5    | FCアンティーブ                 | 0      | 8    | 0  | 0  | 8  | 4  | 42 | -38 |

### 南西グループ
| 順位 | クラブ                     | 勝ち点 | 試合 | 勝 | 分 | 負 | 得 | 失 | 差  |
| ---- | -------------------------- | ------ | ---- | -- | -- | -- | -- | -- | --- |
| 1    | ジロンダン・ドゥ・ボルドー | 16     | 10   | 8  | 0  | 2  | 40 | 18 | +22 |
| 2    | FCセト                     | 12     | 10   | 5  | 2  | 3  | 30 | 18 | +12 |
| 3    | SOモンペリエ               | 12     | 10   | 5  | 2  | 3  | 31 | 18 | +13 |
| 4    | ニーム・オランピック       | 9      | 10   | 3  | 3  | 4  | 24 | 28 | -4  |
| 5    | トゥールーズFC (1937)      | 6      | 10   | 2  | 2  | 6  | 19 | 40 | -21 |
| 6    | オランピック・アレス       | 5      | 10   | 1  | 3  | 6  | 16 | 38 | -22 |

### 南仏ファイナル
| スコア                     | スコア | クラブ    |
| -------------------------- | ------ | --------- |
| ジロンダン・ドゥ・ボルドー | 3 - 0  | OGCニース |

## シーズンハイライト
徴兵で選手たちを失ったばかりかプロとしての活動も禁じられ、多くのクラブは活動継続も難しい状態にあった。今シーズンに参加したクラブも、徴兵中の選手の一時帰還願いをことごとく却下され、無名の選手ばかりで構成されたチームのクオリティは著しく低下してしまい、結局そのようなリーグで優勝することにも大きな価値を見いだせなくなっていた。そんな中ジロンダン・ドゥ・ボルドーは積極補強と有力なスペイン人選手のおかげで、かつてない好成績を挙げた。
南ブロックではOGCニースとジロンダン・ドゥ・ボルドーが各グループを勝ち抜き、ボルドーが1940年4月28日の南ブロック1位決定戦を制し決勝進出を確定させた。そのころ北フランスでは終了予定日の6月2日に向けてグループリーグ終盤に入ろうとしていたが、しかしクープ・ドゥ・フランスの日程を優先させた連盟の判断がネックとなり、各クラブの消化試合数はバラバラであった。5月10日にナチス・ドイツのフランス侵攻が開始され、シーズン継続は不可能となった。第2次大戦中のシーズンを全て非公式記録と考えるメディアもあるが (レキップ公式サイトなど)、フランスサッカー連盟公式サイトでは、打切り時点で北ブロック単独首位だったFCルーアン、南ブロックA・Bグループを勝ち抜いたニースとボルドーを、いずれも今シーズンの王者と認定している。